# Diocesi di Lancaster
La diocesi di Lancaster (in latino Dioecesis Lancastrensis) è una sede della Chiesa cattolica in Inghilterra suffraganea dell'arcidiocesi di Liverpool. Nel 2023 contava 100.600 battezzati su 1.253.300 abitanti. È retta dal vescovo Paul Swarbrick.

## Territorio
La diocesi comprende per intero la contea inglese di Cumbria e gran parte del Lancashire (a nord del fiume Ribble).
Sede vescovile è la città di Lancaster, dove si trova la cattedrale di San Pietro.
Il territorio è suddiviso in 74 parrocchie.

## Storia
La diocesi di Lancaster è stata eretta il 22 novembre 1924 con la bolla Universalis Ecclesiae di papa Pio XI, ricavandone il territorio dall'arcidiocesi di Liverpool e le contee di Westmorland e Cumberland della diocesi di Hexham e Newcastle. Nel Medioevo il territorio della presente diocesi era sottoposto alla giurisdizione dell'antica diocesi di Carlisle.

## Cronotassi dei vescovi
Si omettono i periodi di sede vacante non superiori ai 2 anni o non storicamente accertati.
- Thomas Wulstan Pearson, O.S.B. † (18 dicembre 1924 - 1º dicembre 1938 deceduto)
- Thomas Edward Flynn † (12 giugno 1939 - 3 novembre 1961 deceduto)
- Brian Charles Foley † (26 aprile 1962 - 22 maggio 1985 ritirato)
- John Brewer † (22 maggio 1985 succeduto - 10 giugno 2000 deceduto)
- Patrick O'Donoghue † (5 giugno 2001 - 1º maggio 2009 ritirato)
- Michael Gregory Campbell, O.S.A. (1º maggio 2009 succeduto - 12 febbraio 2018 ritirato)
- Paul Swarbrick, dal 12 febbraio 2018

## Statistiche
La diocesi nel 2023 su una popolazione di 1.253.300 persone contava 100.600 battezzati, corrispondenti all'8,0% del totale.
| anno | popolazione | popolazione | popolazione | presbiteri | presbiteri | presbiteri | presbiteri                | diaconi | religiosi | religiosi | parrocchie |
| anno | battezzati  | totale      | %           | numero     | secolari   | regolari   | battezzati per presbitero | diaconi | uomini    | donne     | parrocchie |
| ---- | ----------- | ----------- | ----------- | ---------- | ---------- | ---------- | ------------------------- | ------- | --------- | --------- | ---------- |
| 1950 | 113.548     | 887.007     | 12,8        | 235        | 160        | 75         | 483                       |         | 33        | 566       | 89         |
| 1970 | 134.467     | 1.067.390   | 12,6        | 271        | 202        | 69         | 496                       |         | 81        | 454       | 107        |
| 1980 | 126.800     | 1.052.000   | 12,1        | 262        | 208        | 54         | 483                       |         | 59        | 356       | 113        |
| 1990 | 123.854     | 1.088.000   | 11,4        | 217        | 169        | 48         | 570                       | 16      | 49        | 257       | 113        |
| 1999 | 116.810     | 1.050.000   | 11,1        | 212        | 156        | 56         | 550                       | 37      | 63        | 184       | 110        |
| 2000 | 116.215     | ?           | ?           | 192        | 146        | 46         | 605                       | 39      | 53        | 184       | 110        |
| 2001 | 113.538     | 1.051.000   | 10,8        | 184        | 141        | 43         | 617                       | 40      | 47        | 179       | 110        |
| 2002 | 112.185     | 1.050.000   | 10,7        | 179        | 135        | 44         | 626                       | 44      | 48        | 196       | 110        |
| 2003 | 115.000     | 1.100.000   | 10,5        | 189        | 146        | 43         | 608                       | 45      | 45        | 170       | 110        |
| 2004 | 111.264     | 1.050.000   | 10,6        | 178        | 134        | 44         | 625                       | 46      | 48        | 180       | 110        |
| 2013 | 105.552     | 1.202.100   | 8,8         | 147        | 122        | 25         | 718                       | 50      | 27        | 114       | 142        |
| 2016 | 102.984     | 1.218.000   | 8,5         | 138        | 110        | 28         | 746                       | 47      | 29        | 119       | 83         |
| 2019 | 101.700     | 1.232.000   | 8,3         | 129        | 105        | 24         | 788                       | 43      | 25        | 110       | 79         |
| 2021 | 100.478     | 1.243.000   | 8,1         | 118        | 96         | 22         | 851                       | 38      | 22        | 109       | 79         |
| 2023 | 100.600     | 1.253.300   | 8,0         | 113        | 95         | 18         | 890                       | 34      | 19        | 89        | 74         |